# ビユーテー
ビユーテー株式会社（英: Beauty Co., Ltd.）は、愛知県名古屋市港区木場町2番地に所在していた洗車機やその付属機器を販売するメーカーであった。日本で初めて門型の洗車機を開発したメーカーとして知られていた。

## 概要
1965年に当時の竹内鉄工株式会社から独立し「ビュウティ販売株式会社」を設立。
1983年に社名を「ビユーテー株式会社」に変更した。「ビューテー」と間違われる事が多かったが、「ビユーテー」が正式社名であった。
2015年に創立50周年を迎え、2020年には創立55周年を迎えた。同年55周年を記念し洗車機「ゼータ」が販売された。
2023年10月1日にタケウチテクノ株式会社と合併し解散した。同社は、設立から58年間の歴史に幕を閉じた。

## CSR
経営理念の「洗車機を通じて世界に貢献する」を通じて、ドライバーに安全なカーライフを提供することを目標とした。
また、4つの行動指針「環境法規制等の順守」「環境負荷の低減と対策」「啓発活動の推進」「環境管理活動の継続的改善」を定めた。行動指針により、環境マネジメントシステムの実施、環境保全活動の継続、環境課題への責任を果たすとした。
日本自動車機械器具工業会では工業会に加盟するメーカーが「洗車品質保証宣言」を定めた。それぞれが指定した純正ケミカルを使用していることで高い仕上がりや品質を保証した。

## 沿革
- 1965年（昭和40年） - 前身である、竹内鉄工株式会社から独立分社し設立された。当時の社名は「ビュウティ販売株式会社」。
- 1966年（昭和41年） - 年間出荷台数が500台を突破。
- 1983年（昭和58年） - 社名を「ビユーテー株式会社」に変更。
- 2001年（平成13年） - 総出荷台数が10万台を突破。
- 2015年（平成27年） - 創立50周年を迎える。
- 2020年（令和2年） - 創立55周年を迎える。
- 2023年（令和5年）10月1日 - タケウチテクノ株式会社と合併し解散。同日タケウチテクノ株式会社はタケウチビユーテー株式会社に商号を変更した。

## 関連会社
- タケウチテクノ株式会社（製造・開発部門）
- ビュウティ機工株式会社（洗車機運搬・工事部門）
- キソー株式会社（社内清掃機器製造部門）
- カー・ビューテーシャン株式会社（国内・海外事業展開）

## 販売された洗車機
同社が解散する2023年10月1日までに販売された機種。現在タケウチビユーテー株式会社が継続して販売している機種も存在する。
- カービュウティシャン（初代）
- カービュウティシャン全洗滌型
- スーパーカードライヤー
- カービュウティシャン・コンビ
- ロイヤル
- ロイヤルエース
- ロイヤルハイエース
- マッハエースX型
- グローワクサーミラクル
- ハイマッハ
- トップエース
- トップワクサー
- マルチワイド
- グレートワクサー
- ニュートップワクサー
- ニューワクサー
- ハイグロー・エスト
- ハイグロー・ビート
- グレートワクサー・メリット
- グレートワクサー・プラス
- アシストワクサー・プロ
- アシストワクサー・アクト
- アシストエース
- パワーワクサー・ルーキー
- パワーワクサー・SERNE
- パワーワクサー625
- パワーエース
- ハイグローワクサー・トッド
- ハイグローワクサー・ヒット
- マックグローワクサーDLX
- ロイヤルグローワクサー・マックス
- エグゼグワクサー
- ロイヤルグローワクサー・バーリア
- ロイヤルグローワクサー・アキュラ
- ロイヤルグローワクサー・ボナス
- ロイヤルグローワクサー・ニューイーグル
- ロイヤルグローワクサー・ビィジィーワクサー
- ロイヤルグローワクサー・パックス
- ロイヤルグローワクサー・セルサス
- ロイヤルグローワクサー・ニューイーグル3
- ロイヤルグローワクサー・ニューエクスプレス
- ソフサス
- ソフサス・アバ
- ソフサス・ジィーニー
- ソフサス・ジャスミー
- ソフサス・アグラバ
- ドライブスルーKB型
- スペシャルグローワクサー・グラシア
- スプリーム
- ソフサス・ジィーニーST
- スーパーセルフィー
- ソフサス・スーパーアクロス
- ソフサスロボティスク・オルト
- ソフサスロボティスク・ジャスト
- ロボティクスゾロ・ドライブスルー
- スーパーセルフィーEX
- スプレー&クリーム・スプーマ
- オールベスト・クリオン
- オシュレーションマシン・オスマ
- ソフサスロボティスク・エパリス
- ジェットスプリーム
- スーパースルーミディ
- マキシマムマシーン・ディオーネOM
- スーパースルーミディ・ガイアス
- スーパースルーミディ・ガイアスEX
- ハイバリューマシーン・マーキュリー
- グレイトスルー・デュエット
- オシュレーションマシン・オメガ
- アクティブサーバスルキーナ・ジェル
- アクティブスルーイーシス・グレース
- ニュートX※
- FK-2トライブウォッシュ・ゼータ
- TSURUGI（劔）※
- KABUTO（兜）※
- HAYABUSA（隼）
- MIYABI Premium（雅プレミアム）※
- MIYABI（雅）※
- SAI（彩）※
- KAI（魁）（大型車両用）
- KINO（紀）

※はマイナーチェンジがなされた機種

## カーケアアイテム
カーケアアイテムは主にコーティングであり、7種類存在していた
。
- Nポリマー
- ピュアリングコート
- FK-2
- FK-2グロス
- FK-2ハイパー
- プリズムコート
- プリズムグラス
- アライガーコート